# Wasserkraftwerk Raffelberg
Das Wasserkraftwerk Raffelberg ist eines von zwei Laufwasserkraftwerken in Mülheim an der Ruhr. Im Stadtteil Speldorf am Ruhrschifffahrtskanal, 7,67 Kilometer vor der Mündung in den Rhein, ist es das letzte Wasserkraftwerk der Ruhr.

## Das Kraftwerk
Das von einem Eigenbetrieb der Stadt Mülheim an der Ruhr (Betriebe der Stadt Mülheim an der Ruhr) unterhaltene Laufwasserkraftwerk, ist mit vier Francisturbinen mit senkrechter Welle, gekoppelt mit Synchrongeneratoren von Siemens-Schuckert ausgestattet. Bei einer mittleren Fallhöhe von 6,15 Meter hat es ein Regelarbeitsvermögen von jährlich durchschnittlich 22 Mio. Kilowattstunden. Durch diese Erzeugung von umweltfreundlichem Strom wird im Vergleich zur konventioneller Produktion, eine Menge von etwa 20.000 Tonnen CO2 vermieden. Die Turbinen können maximal 105.000 Liter pro Sekunde Wasser ableiten.

## Das Rückpumpwerk
Am Wasserkraftwerk Raffelberg befand sich das zweite der acht Rückpumpwerke der Ruhr.
Zwei Pumpen mit einer Gesamtmotorenleistung von 1120 Kilowatt und einer Förderleistung von 10.000 Liter pro Sekunde konnten im Bedarfsfall das Wasser 6,85 Meter hoch zurück ins Oberwasser pumpen.
Das Rückpumpwerk wurde im Jahr 2010 vom Ruhrverband aufgegeben.

## Geschichte
Bedingt durch die Reparationen an Frankreich nach dem verlorenen Ersten Weltkrieg und der dadurch wachsenden Knappheit an Kohle als Energielieferant, entschied sich die Stadt, nahe der neuen Ruhrschleuse Raffelberg ein Wasserkraftwerk zu errichten. Das Werk sollte am Ruhrschifffahrtskanal positioniert werden, der noch nicht fertiggestellt war. Der Kanal sollte den ebenfalls im Bau befindlichen Mülheimer Hafen mit dem Rhein-Herne-Kanal, den Duisburg-Ruhrorter Häfen und dem Rhein verbinden.
Die Planungen für das Wasserkraftwerks Raffelberg begannen 1922. Die Bauarbeiten erstreckten sich über den Zeitraum von 1923 bis 1926. Die Gestaltung des Gebäudes übernahm das Architektengespann Arthur Pfeifer und Hans Großmann, wie bei vielen Gebäuden der Stadt Mülheim. Um die technische Ausstattung kümmerten sich die Siemens-Schuckertwerke aus Berlin.
Am 26. Februar 1926 ging das Kraftwerk schließlich ans Netz. Die vier direkt an Francisturbinen gekoppelten Drehstromgeneratoren lieferten eine Spannung von 5.000 Volt. Der Strom wurde in das Speldorfer Ortsnetz und auch, transformiert auf 25 Kilovolt, in das Überlandnetz der RWE eingespeist. Zugleich wurde auch die Friedrich Wilhelms-Hütte versorgt.
Anfang der 1960er Jahre rüstete man die Drehstromgeneratoren auf 10.000 Volt um, und in den 1970er Jahren wurde das Wasserwerk nach Plänen der Firma Voith mit elektronischen Reglern ausgestattet und somit weitgehend automatisiert. 1986 wurde das kulturhistorische reizvolle Wasserkraftwerk Raffelberg unter Denkmalschutz gestellt, die original erhaltenen Francisturbinen aus den 1920er Jahren sind eine Attraktion. Im Juli 2001 wurde eine 130 Meter lange Fischtreppe am Wasserwerk eingeweiht.
Das Kraftwerk ist heute Themenpunkt der Route der Industriekultur (Themenroute 12 – Geschichte und Gegenwart der Ruhr sowie der Themenroute 18 – Chemie, Glas und Energie).

## Galerie

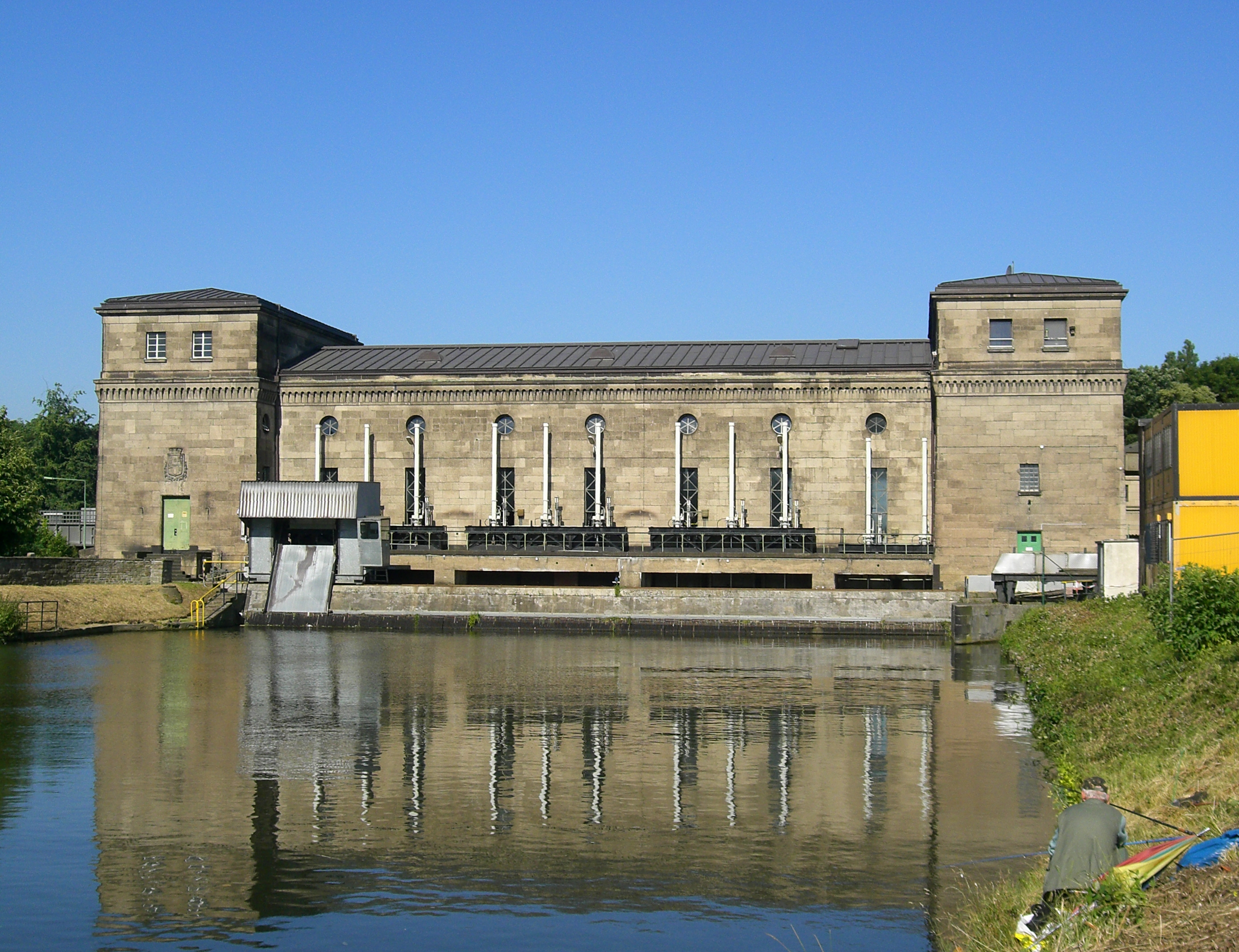
Von der Oberwasserseite aus gesehen
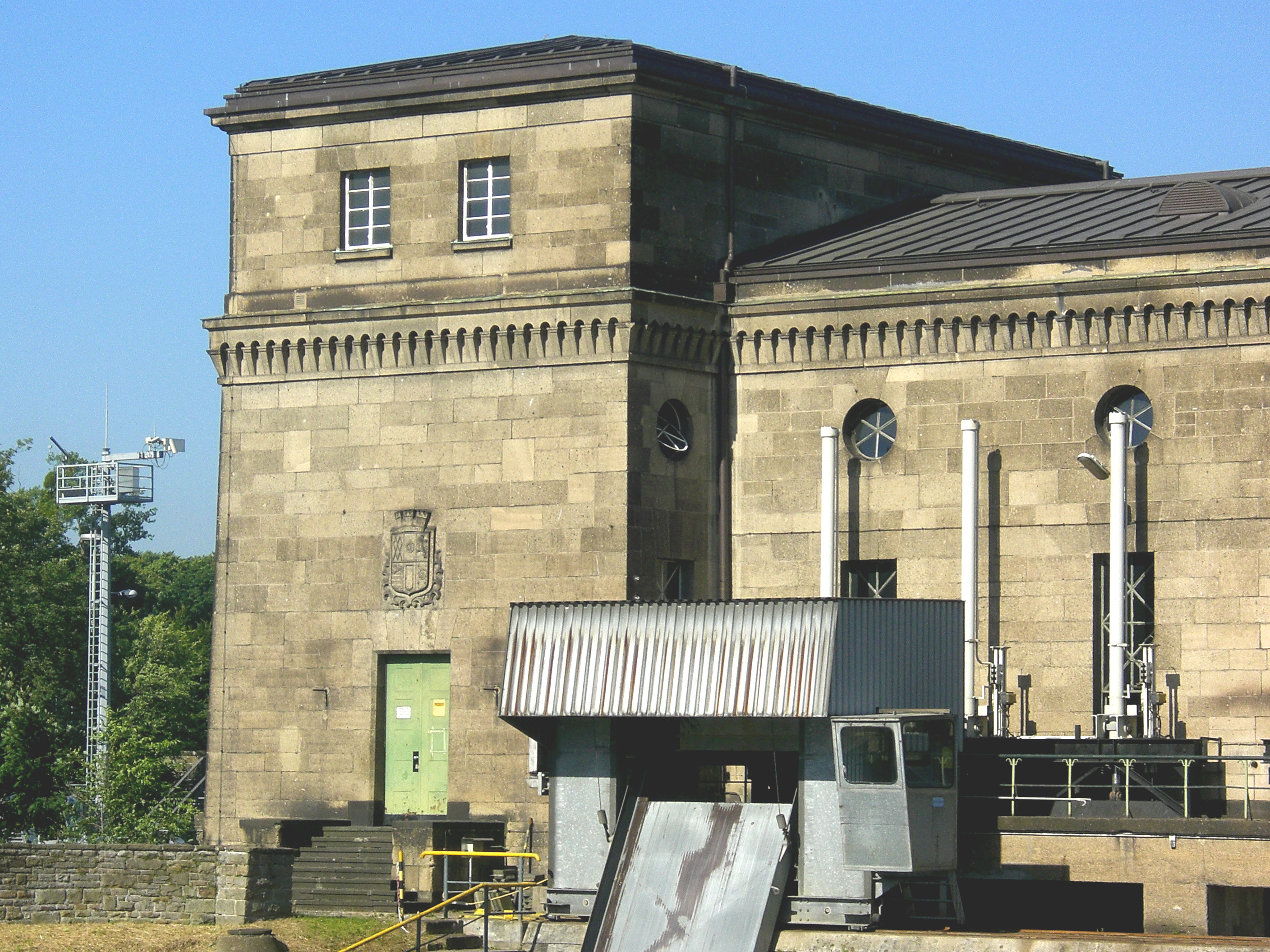
Detail im südlichen Turm: Das Mülheimer Stadtwappen
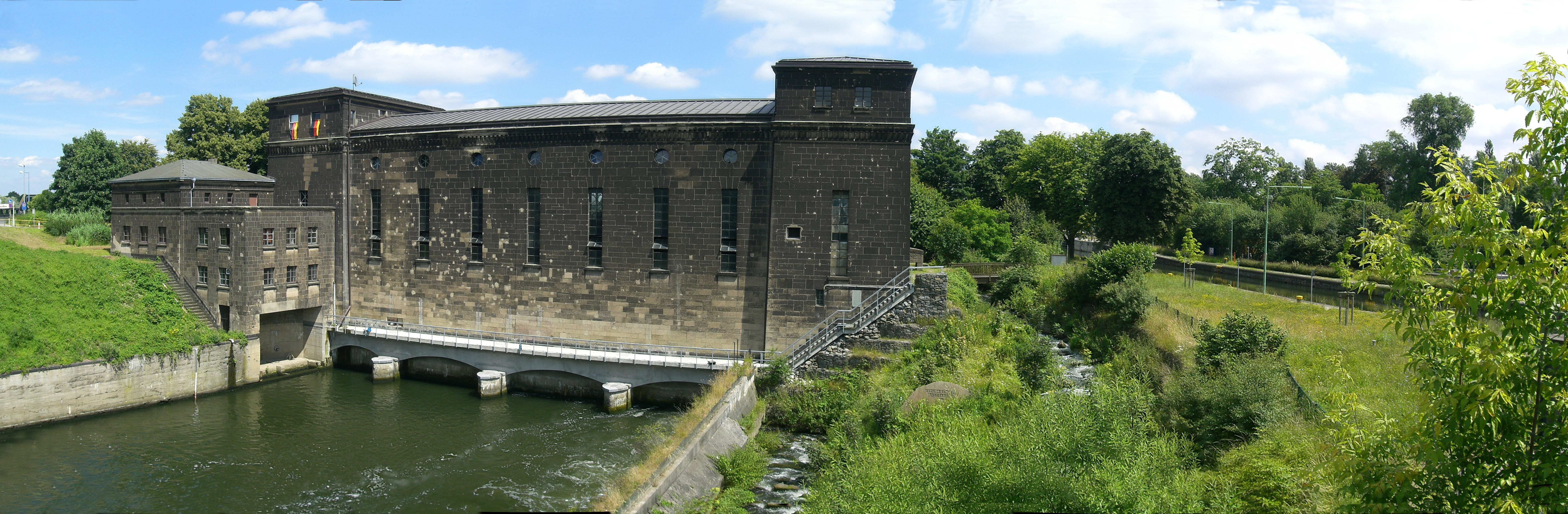
Kraftwerk und Schleusenkammer